# Lucy Hale
Karen Lucille Hale (ismertebb nevén Lucy Hale) (Memphis, Tennessee, 1989. június 14. –) amerikai színésznő és énekesnő. Egyike volt az American Juniors c. valóságshow öt nyertesének. Leghíresebb szerepe Aria Montgomery a Hazug csajok társasága (Pretty Little Liarsban). Lucy első albuma 2014-ben jött ki Road Between névvel.

## Gyermekkora
A Tennessee állambeli Memphisben született. Szülei Julie Knight és Preston Hale. Nevét az egyik dédanyjáról kapta. Édesanyja ápolónőként dolgozik. Van egy nővére, Maggie, és egy féltestvére, Kirby. Magántanuló volt, színész- és énekórákra járt. 2012 augusztusában Lucy elmondta, hogy étkezési zavarokkal küzdött.

## Karrier

### Színészkedés
Legelső televíziós megjelenése 2003-ban, az American Juniors-ban volt. Egyike volt az 5 győztesnek. A valóságshow után Lucy Los Angelesbe költözött 15 évesen, lemezszerződésben reménykedve. Ezután egy kisebb szerepet kapott a Drake és Joshban majd vendégszereplőként szerepelt több sorozatban is mint például a Ned’s Declassified School Survival Guide-ban, A narancsvidékben és az Így jártam anyátokkalban. Ezen kívül két epizód erejéig a Varázslók a Waverly helybőlben is megjelent.
Szerepelt a Jaime Sommers (Bionic Woman) című sorozatban Becca Sommersként, a főszereplő testvéreként. Ezután a Négyen egy gatyában 2.-ben kapott szerepet Effie Kaligarisként. Lucy később megkapta Rose Baker szerepét a Kőgazdagok sorozatban. Főszerepet kapott a Campus háború című filmben is.
2009 decemberében Hale-t Aria Montgomery szerepére válogatták be a Hazug csajok társaságában. A sorozat Sara Shepard könyve alapján készült. Szerepéért megnyerte a 2010-es Teen Choice Awardson az év női TV sztár címet. Ugyanezen év januárjában Lucy vendégszerept kapott a CSI: Miami helyszínelőkben a „Show vége” című epizódban (8. évad 12. rész). Augusztusban a Sikoly 4.-ben volt látható.
2012-ben jelent meg Lucy Egy új tündérmese: Volt egyszer egy dal című filmje. Április 25-én (9. évad 5. rész) az MTV showjában, a Punk’d – SztÁruló-ban sikeresen átverte Ian Hardingot, Vanessa Hudgenst és Josh Hutcherson-t.
2013. június 11-én Lucy bejelentette, hogy ő lesz a Mark Girl új reklámarca. Július 29-én közzétették, hogy a 2013-as Teen Choice Awards házigazdái Lucy Hale és Darren Criss lesz.

### Énekelés
Lucy korábbi zenei inspirálói Shania Twain és Faith Hill volt, de később Britney Spears Hit Me Baby One More Time c. slágere tetszett meg neki. Ezen kívül sokat hallgatott Dixie Chicks-et is.
2012. június 12-én, bejelentette, hogy lemezszerződést kötött a Hollywood Records-cal. A felvételek 2012-ben kezdődtek meg egy kislemez miatt, majd 2013-ban már egy country album miatt. Kristian Bush, a Sugarland country zenekar tagja így nyilatkozott Lucy-ról: ,, Úgy hangzik, mint Carrie Underwood; erősen van benne blues oldal és pop oldal is. És úgy is, mint Faith Hill". Hale debütáló kislemeze a "You Sound Good to Me" 2014. január 7-én jelent meg, mely a legelső albumán foglalt helyet. A szám videóklipjét Philip Andelman rendezte. Február 18-án kiderült, hogy az album a Road Between nevet kapja, majd június 3-án meg is jelent.

## Filmográfia

### Film
| Év   | Magyar cím                              | Eredeti cím                             | Szerep                 | Magyar hang        |
| ---- | --------------------------------------- | --------------------------------------- | ---------------------- | ------------------ |
| 2008 | Négyen egy gatyában 2.                  | The Sisterhood of the Traveling Pants 2 | Effie Kaligaris        |                    |
| 2009 | A félelem szigete                       | Fear Island                             | Megan / Jenna Campbell |                    |
| 2011 | Sikoly 4.                               | Scream 4                                | Sherrie (cameo)        | Csifó Dorina       |
| 2011 | Egy új tündérmese: Volt egyszer egy dal | A Cinderella Story: Once Upon a Song    | Katie Gibbs            | Vadász Bea         |
| 2012 | Csingiling: A szárnyak titka            | Secret of the Wings                     | Zúzmara (hangja)       | Gáspár Kata        |
| 2016 |                                         | Waiting on Roxie (rövidfilm)            | Roxie Hart             |                    |
| 2018 | Felelsz vagy mersz                      | Truth or Dare                           | Olivia Barron          | Bogdányi Titanilla |
| 2018 |                                         | Dude                                    | Lily                   |                    |
| 2018 |                                         | The Unicorn                             | Jesse                  |                    |
| 2019 | Kópé                                    | Trouble                                 | Zoe Bell (hangja)      | Andrádi Zsanett    |
| 2020 | A vágyak szigete                        | Fantasy Island                          | Melanie Cole           | Csifó Dorina       |
| 2020 | A legkedvesebb csaj                     | A Nice Girl Like You                    | Lucy Neal              | Gáspár Kata        |
| 2020 |                                         | Son of the South                        | Carol Anne             |                    |
| 2021 | Gyűlölök és szeretek                    | The Hating Game                         | Lucy Hutton            | Mikecz Estilla     |
| 2022 |                                         | Borrego                                 | Elly                   |                    |
| 2022 |                                         | Big Gold Brick                          | Lily                   |                    |
| 2022 |                                         | The Storied Life of A. J. FIkry         | Amelia                 |                    |

### Televízió
| Év        | Magyar cím                  | Eredeti cím                              | Szerep                          | Megjegyzések                      |
| --------- | --------------------------- | ---------------------------------------- | ------------------------------- | --------------------------------- |
| 2005      |                             | Ned's Declassified School Survival Guide | Amy Cassidy                     | 1 epizód                          |
| 2006      | Drake és Josh               | Drake & Josh                             | Hazel                           | 1 epizód                          |
| 2006      | A narancsvidék              | The O.C.                                 | Hadley Hawthorne                | 1 epizód                          |
| 2007      |                             | Bionic Woman                             | Becca Sommers                   | főszereplő (Lucy Kate Hale néven) |
| 2007–2008 | Varázslók a Waverly helyből | Wizards of Waverly Place                 | Miranda Hampson                 | 2 epizód                          |
| 2007–2014 | Így jártam anyátokkal       | How I Met Your Mother                    | Katie Scherbatsky               | 2 epizód                          |
| 2008–2009 | Kőgazdagok                  | Privileged                               | Rose Baker                      | főszereplő (Lucy Kate Hale néven) |
| 2009      |                             | Ruby & the Rockits                       | Kristen                         | 1 epizód                          |
| 2009      | Doktor Addison              | Private Practice                         | Danielle Palmer                 | 1 epizód                          |
| 2010      | CSI: Miami helyszínelők     | CSI: Miami                               | Phoebe Nichols / Vanessa Patton | 1 epizód                          |
| 2010–2017 | Hazug csajok társasága      | Pretty Little Liars                      | Aria Montgomery                 | főszereplő                        |
| 2012      | Punk’d – SztÁruló           | Punk'd                                   | önmaga (sztárvendég)            | 1 epizód                          |
| 2014      | Papás-Babás                 | Baby Daddy                               | Piper Stockdale                 | 1 epizód                          |
| 2018      | Életre ítélve               | Life Sentence                            | Stella Abbott                   | főszereplő                        |

## Diszkográfia

### Albumok
- Road Between (2014)